# Georgi Erichowitsch Langemak

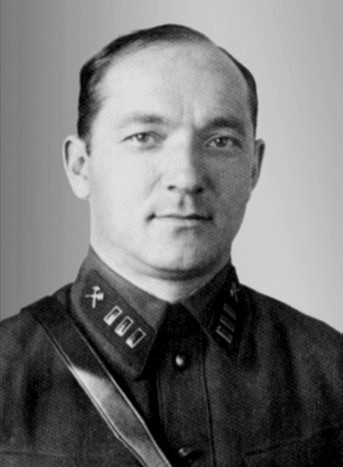
Georgi Erichowitsch Langemak (1935 oder 1936, als Militäringenieur 1. Klasse)

Georgi Erichowitsch Langemak (russisch Георгий Эрихович Лангемак; * 8. Julijul. / 20. Juli 1898greg. in Starobelsk, Russisches Kaiserreich; † 11. Januar 1938 in Moskau, UdSSR) war ein sowjetischer Konstrukteur sowie ranghoher Militäringenieur 1. Klasse (→Sowjetische Generalsränge).

## Leben
Georgi Langemaks Vater war der Deutsche Erich Langemak, Student der Berliner Universität, die Mutter Maria war Schweizerin. Beide hatten die Staatsbürgerschaft des Russischen Kaiserreichs angenommen und gingen einem Dienst im Bildungsministerium nach. Der Vater erlangte den Titel eines Staatskommissars. Er erhielt den Sankt-Stanislaus-Orden (2. Grades). Der Vater verstarb im Jahre 1905.
Georgi Langemak beherrschte wegen seiner Herkunft neben der russischen auch die deutsche und französische Sprache. Im Jahr 1919 trat er der Roten Armee bei und diente dort bei der Küsten-Artillerie bei der Festung Kronstadt. 1921 heiratete er mit kirchlicher Trauung, weswegen er aus der KPR(B) ausgeschlossen wurde. Langemak absolvierte von 1923 bis 1928 an der F. E. Feliks Dzierzynski Artillerieakademie in Leningrad ein Ingenieursstudium. Im September 1933 stieg er zum Leiter der Entwicklungsabteilung für Pulverraketen im RNII (russisch Реактивный научно-исследовательский институт, Reaktiwny Nautschno-Issledowatelski Institut), der sowjetischen Raketenforschungsanstalt in Moskau und Leningrad (heute Sankt Petersburg) auf. Unter Langemaks Leitung wurden von 1935 bis 1937 die Luft-Boden-Raketen RS-82 und RS-132 entwickelt.
Am 4. November 1937 wurde Langemak im Zuge des Großen Terrors von der sowjetischen Staatssicherheit NKWD verhaftet. Man verurteilte ihn am 11. Januar 1938 zum Tode durch Erschießen.
Für die unter Langemaks Leitung entwickelte RS-132 wurde Juni 1938 eine Startvorrichtung für insgesamt 24 Geschosse auf einem LKW des Typs ZIS-5 installiert, die als Prototyp der Mehrfachraketenwerfer Katjuscha gelten kann. Georgi Langemak gilt deswegen als einer der führenden Schöpfer des Mehrfachraketenwerfers Katjuscha – von den Deutschen Stalinorgel genannt –, der von der Sowjetunion im Zweiten Weltkrieg eingesetzt wurde.
Im Jahre 1955 rehabilitierte man Georgi Langemak und ernannte ihn offiziell zum Vater der Katjuscha (russ. отец Катюши).
1970 wurde der Mondkrater Langemak nach ihm benannt und 1991 wurde er postum als Held der sozialistischen Arbeit ausgezeichnet.